# 5-Aminolävulinsäure
5-Aminolävulinsäure (5-ALA) ist eine Aminosäure aus der Gruppe der Ketocarbonsäuren. Sie wird in der Medizin zur Diagnose und Behandlung von Tumoren und deren Vorläufern eingesetzt, in der Landwirtschaft findet sie als Dünger Verwendung.

## Gewinnung und Darstellung
Außer durch chemische Verfahren kann 5-Aminolävulinsäure auch durch biotechnologische Verfahren mit Hilfe von Bakterien (Rhodobakterium, Propionibakterium, Methanobakterium, Methanosarcina und ähnlichen) hergestellt werden.

## Biologische Bedeutung
5-Aminolävulinsäure ist eine Vorstufe des Häm in der Porphyrinsynthese. Hierbei reagieren zwei Moleküle unter Abspaltung von Wasser zu Porphobilinogen:
Das Ion δ-Aminolävulinat entsteht in einer durch das mitochondriale Enzym δ-Aminolävulinatsynthase katalysierten Reaktion aus Succinyl-CoA und der Aminosäure Glycin:
Succinyl-CoA + Glycin → δ-Aminolävulinat + CO2 + CoA

δ-Aminolävulinat (Zwitterion)

Das benötigte Succinyl-CoA entstammt dem Citratzyklus, Glycin der Biosynthese aus Serin.
Im weiteren Verlauf der Hämbiosynthese reagieren zwei Moleküle δ-Aminolävulinat zum sogenannten Porphobilinogen (PBG) und zwei Wassermolekülen. Diese Reaktion wird vom Enzym δ-Aminolävulinsäure-Dehydratase (synonym: Porphobilinogen-Synthase)  katalysiert.
2 δ-Aminolävulinat → PBG + 2 H2O
Das entstehende Porphobilinogen wird dann vom Mitochondrium ins Zytosol transportiert. Hier wird über drei weitere Zwischenstufen aus vier Molekülen Porphobilinogen das für die photodynamische Therapie bedeutsame Protoporphyrin IX gebildet.

## Pharmakologische Wirkung
5-ALA reichert sich in Tumorzellen und tumorartigen Zellen stärker an als in gesunden Zellen und wird dort zu Protoporphyrin IX umgesetzt. Die daraus resultierende vermehrte Anreicherung des rot fluoreszierenden Moleküls Protoporphyrin IX in diesen Zellen wird in der Tumordiagnostik und der photodynamischen Therapie (PDT) genutzt. Zusätzlich zur vermehrten Anreicherung von 5-ALA in Tumorzellen ist die Synthese des Photosensibilisators Protoporphyrin IX aus 5-ALA im Vergleich zu gesunden Zellen begünstigt, da bestimmte Stoffwechselvorstufen des Protoporphyrin IX, Porphobilinogen und Uroporphyrinogen III, verstärkt gebildet werden. Dahingegen ist der Abbau von Protoporphyrin IX zu Häm durch eine geringere Aktivität der Ferrochelatase in Tumorzellen gegenüber gesunden Zellen vermindert. Durch die externe Zugabe von 5-ALA als Arzneimittel wird zusätzlich die Endprodukthemmung von Häm auf die 5-ALA-Synthase der Zelle umgangen. Protoporphyrin IX wird in verschiedenen Zelltypen effizienter aus 5-ALA synthetisiert als aus ihrem Methylester (MAOP). In einer Untersuchung an Hautzellen wurde nachgewiesen, dass sich Protoporphyrin IX aus 5-ALA nach einer für die photodynamische Therapie relevanten Einwirkzeit viermal stärker in Hauttumorzellen gegenüber gesunden Zellen anreicherte. Dabei war die Anreicherung aus 5-ALA in den Tumorzellen fast doppelt so hoch wie diejenige aus MAOP, in gesunden Zellen aber für beide Wirkstoffe gleich niedrig. Die stärkere Anreicherung von Protoporphyrin IX in Tumorzellen wird in der photodynamischen Therapie genutzt, um diese selektiv abzutöten. Durch Belichtung mit geeigneten Lichtquellen nimmt Protoporphyrin IX Lichtenergie auf und überträgt sie auf Sauerstoff, der zum sehr reaktiven, toxischen Singulett-Sauerstoff wird. Dadurch wird das Tumorgewebe, in dem das Protoporphyrin IX bevorzugt gebildet wurde, spezifisch zerstört, wohingegen gesunde Zellen weitgehend verschont bleiben.

## Verwendung
5-Aminolävulinsäure ist als Gel Ameluz und als Arzneimittelpflaster Alacare zur Behandlung aktinischer Keratosen mittels photodynamischer Therapie (PDT) und als Gliolan zur Fotodiagnostik (FD) zugelassen.

### Medizinisch

#### Hirntumoren
5-ALA reichert sich in gesundem Hirngewebe und in Krebszellen an. In Krebszellen, insbesondere in höhergradigen Gliomen (Glioblastom, Astrozytom und Oligodendrogliom) führt sie aufgrund von Unterschieden im Metabolismus (u. a. tiefer Expression der Ferrochelatase) zur Akkumulation von Protoporphyrin IX. Dieses ist fluoreszierend und erlaubt intraoperativ eine bessere Abgrenzung des Tumors gegenüber dem angrenzenden Hirngewebe, wodurch ein höherer Resektionsgrad erreicht werden kann, was die Prognose verbessert. Dazu wird 5-ALA circa 2 bis 4 Stunden vor der Operation eingenommen. Wegen möglicher Hautschäden durch Photosensitivität sollen die Patienten für 24 Stunden keinen starken Lichtquellen (z. B. OP-Beleuchtung, direktes Sonnenlicht oder helle, intensive Innenbeleuchtung) ausgesetzt werden.

#### Hauttumoren
Äußerlich ist 5-ALA im Rahmen der photodynamischen Behandlung der leichten bis mittelschweren aktinischen Keratose, einer häufigen, durch intensive Einwirkung von UV-Strahlung verursachten Präkanzerose angezeigt. Die photodynamische Therapie stellt die erfolgreichste verfügbare Behandlung der aktinischen Keratose dar und ist darum in den dermatologischen Leitlinien als erste Therapiewahl empfohlen. Zur Behandlung der aktinischen Keratose ist 5-ALA als Arzneipflaster oder als Gel zugelassen. Durch die im Gel enthaltene Nanoemulsion wird die geringe Stabilität und Hautpenetration von 5-ALA gegenüber herkömmlichen Emulsionen erheblich verbessert. Das Arzneimittel wird auf die Hautveränderungen aufgebracht und der so behandelte Bereich nach 3 bis 4 Stunden Einwirkzeit für 10 bis 20 Minuten mit einer kalten Rotlichtquelle beleuchtet.
Bei den meisten Patienten (bis 80 %) treten als Nebenwirkungen der photodynamischen Therapie mit 5-ALA lokale Hautreizungen in Form von Erythemen und Ödemen sowie Schmerzen während und kurz nach der Behandlung auf. In den Tagen nach der Behandlung entsteht zumeist eine kurzfristige sterile und damit unbedenkliche Entzündung der behandelten Haut, die wahrscheinlich wesentlich zum Behandlungserfolg beiträgt. Währenddessen durchläuft die Haut Regenerationsprozesse und eine vermehrte Bildung von Kollagen, die für das gute kosmetische Ergebnis der Therapie mitverantwortlich sind. Die PDT hinterlässt keine Narben. Im direkten Vergleich wurde ein signifikant höherer Heilungserfolg für die photodynamische Therapie mit 5-ALA gegenüber derjenigen mit MAOP dokumentiert, bei gleicher Häufigkeit und Intensität der durch die Behandlung verursachten Nebenwirkungen wie Rötung und Schmerzen. Nach einem Beobachtungszeitraum von 12 Monaten zeigte sich eine geringere Rückfallrate für Patienten, die PDT mit 5-ALA erhalten hatten gegenüber Patienten, die mit MAOP behandelt wurden.
Bei einer akuten Bleivergiftung gilt ein erhöhter Spiegel der 5-Aminolävulinsäure im Urin als empfindliches Nachweisverfahren.
5-ALA wurde traditionell häufig in Rezepturen eingesetzt. Dies ist nach neuerer Rechtslage jedoch rechtlich bedenklich und zieht mögliche Haftungsrisiken für Arzt und Apotheker nach sich. Es stehen zugelassene Fertigarzneimittel mit 5-ALA mit verbesserter Stabilität und wissenschaftlich geprüfter hoher Wirksamkeit zur Verfügung. Im Neuen Rezeptur-Formularium (NRF) der Bundesvereinigung Deutscher Apothekerverbände (ABDA) ist aufgrund der hohen Instabilität von 5-ALA in herkömmlichen Rezepturgrundlagen keine Monografie zur Herstellung von ALA-Rezepturen hinterlegt. Gemäß einer Resolution des Ministerrats der Europäischen Union vom 19. Januar 2011 muss das äquivalente, zugelassene Fertigarzneimittel an Stelle einer Rezeptur verwendet werden, wenn kein klinisch oder wissenschaftlich begründbarer Zusatznutzen der Rezeptur vorliegt. Daher wird vor dem Einsatz von ALA-Rezepturen zunehmend gewarnt.

### Agrarwirtschaftlich
5-Aminolävulinsäure wird als Düngemittel in der Landwirtschaft eingesetzt.

## Fertigarzneimittel
Alacare (D), Ameluz (EU), Gliolan (EU)